# AHEAD弾

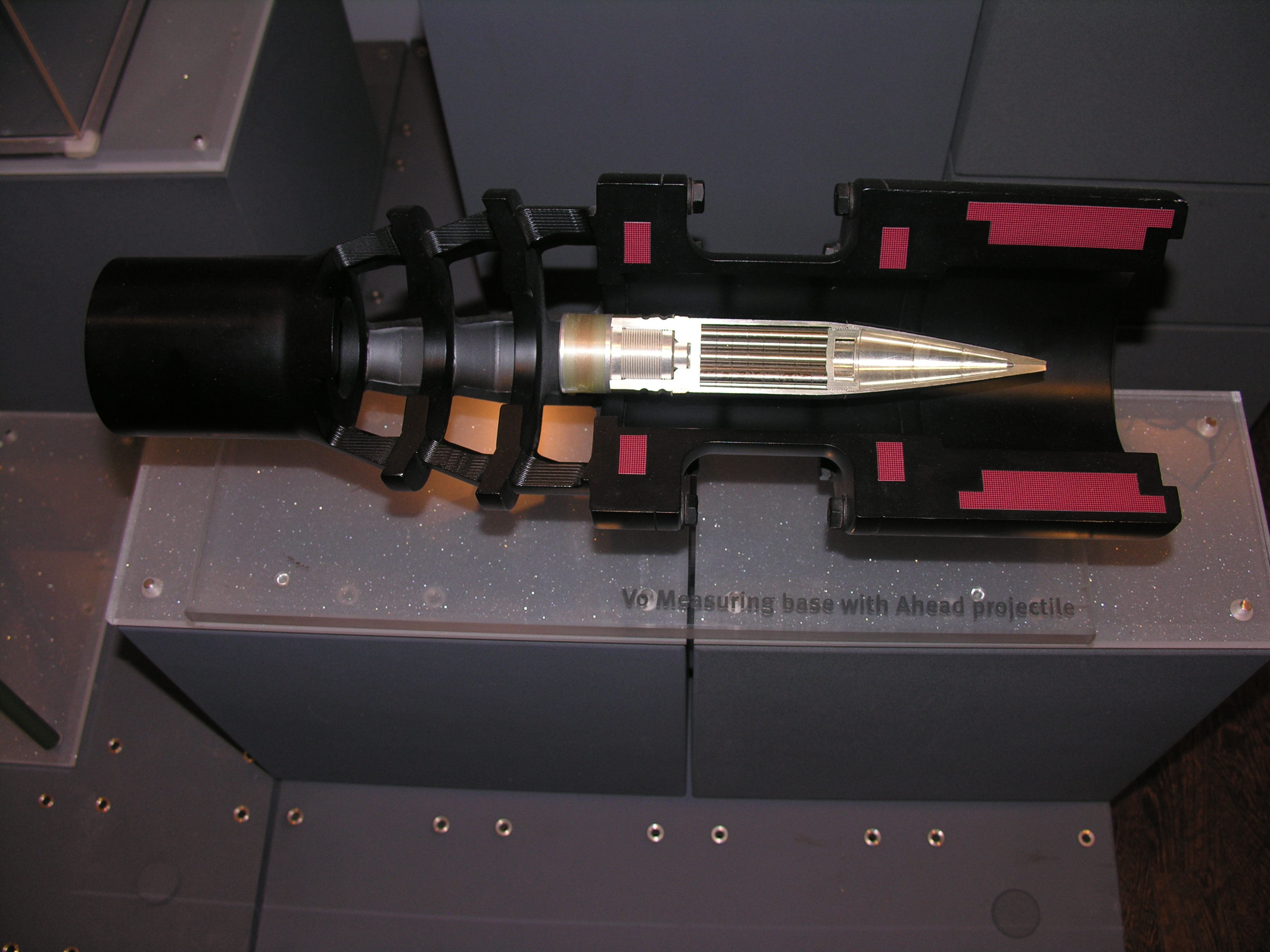
35mm AHEAD弾。および砲口部緒元入力コイルの断面

AHEAD弾（Advanced Hit Efficiency And Destruction、高度な命中効率と破壊）は、ターゲットの直前に多数の子弾を放出するエアバースト弾の一種で、従来の脅威だけではなく無人航空機を含む低速かつ小型（LSS)の空中脅威への対応と、対ロケット、砲弾および迫撃砲弾任務も遂行できるように設計されている。エリコン・コントラヴェス製の35mm弾は、各砲弾から152個のタングステン子弾が分離し、「円錐形のパターンを形成して標的の操縦翼面やその他の重要な部品を破壊する」。このタイプの弾薬は、英国国防省で正式の頭字語として登録されている。

## 種類
35mm口径弾および30mm口径弾が開発されている。2017年時点で4種類の35mm AHEAD弾が存在する。
- PMD062 子弾152個
- PMD330 子弾497個
- PMD375 子弾860個
- PMD428 子弾600個以上

## 来歴
AHEAD弾は1993年に開発された。
2011年、台湾の中華民国政府はAHEAD弾を使用するスカイガードを調達した。
2012年、AHEAD弾がラインメタルによってMANTIS防空システム用にドイツ空軍に納入された。
2018年のユーロネイヴァル・トレードショーで、ラインメタル・エリコン・ミレニアム砲がAHEAD弾を発射できることが注目を集めた。
2018年、AHEAD弾対応のエリコン・リヴォルバーカノンがエジプト国防省の防空システム更新のために提案された。
2019年1月、南アフリカ国防軍はネットワーク化された多連装砲座を通じて、AHEAD弾薬を空中目標に発射するアップグレードされた能力を誇った。
2021年3月、ラインメタル・エア・ディフェンスは、AHEAD弾の30mmタイプを発射できる30mm砲を搭載した防空タレットであるスカイレンジャー30を発表した。
2021年6月、ラインメタルはドローン・スウォームに対してAHEAD弾を使用する35mmリヴォルバーカノンで対抗するテストを行った。PMD428弾を発射し、8機のドローン群が18発のバーストで無力化され、そのほとんどは最初の6発で破壊された。
2022年半ば、AHEAD弾は中国の科学者グループによる研究対象となった。
2022年8月、この弾薬はインド国防省の曳光式防空砲ミサイルシステム（ADGMS）の廃棄発注書に記載されていた]。この頃、この問題はいくつかの論争を巻き起こしたようだった。
2022年10月、この軍需品はインド国防省が調達する砲の技術要件の一つとしてリストアップされていた。

## ギャラリー

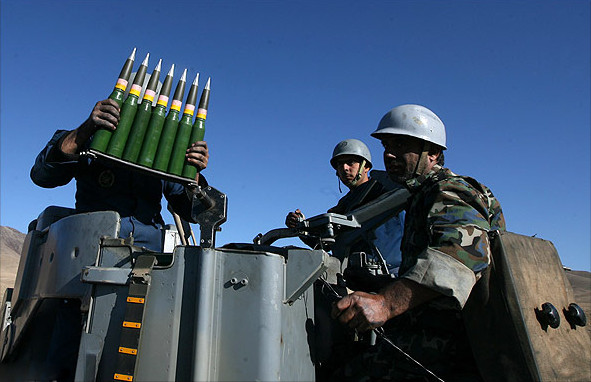
エリコン2連砲に装填された35mm AHEAD弾
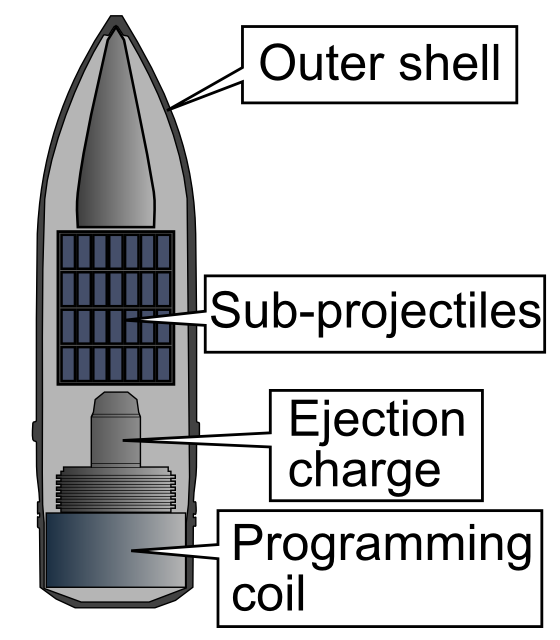
30mm AHEAD弾の内部構造
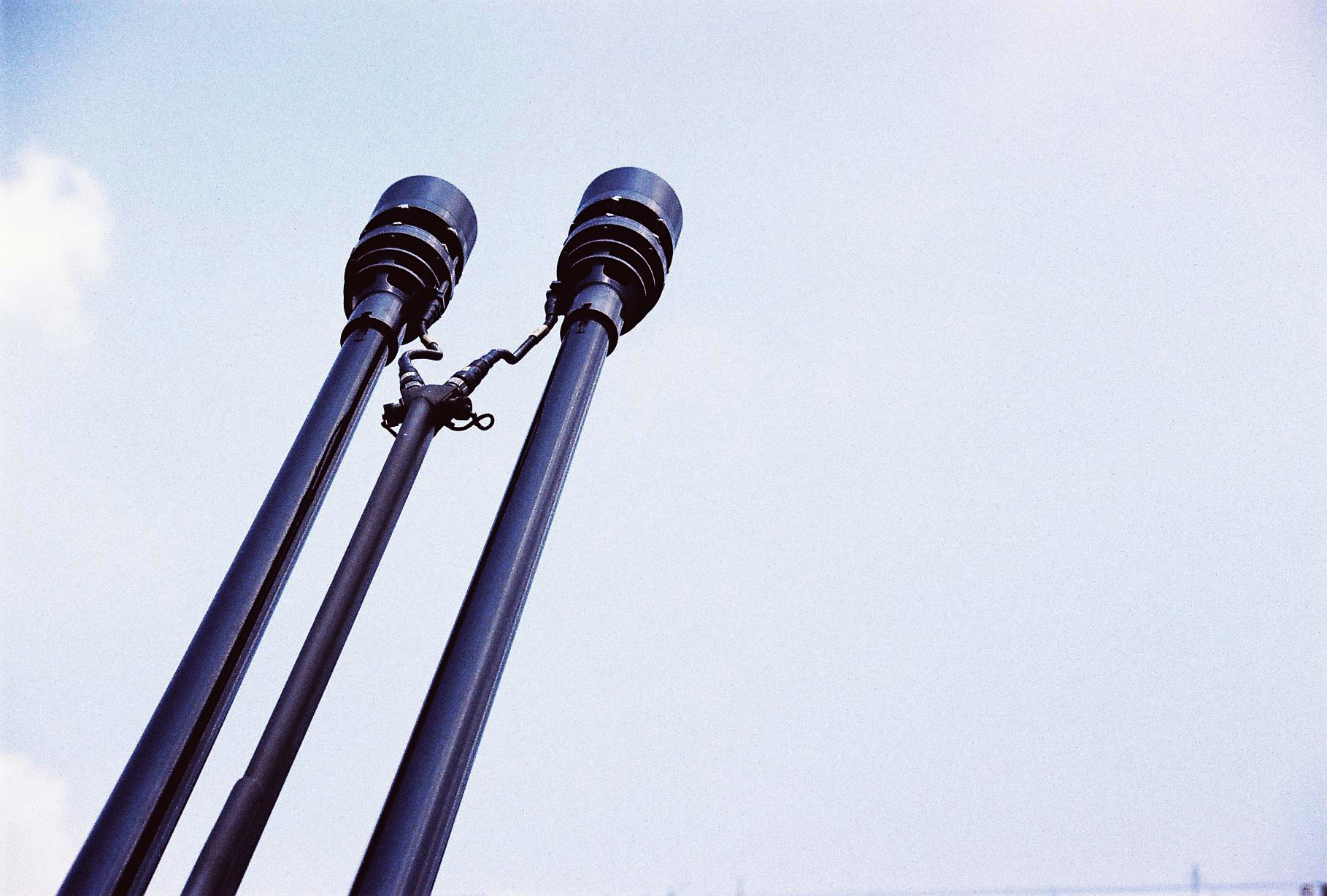
砲身先端の装置が砲弾の爆発をプログラムする
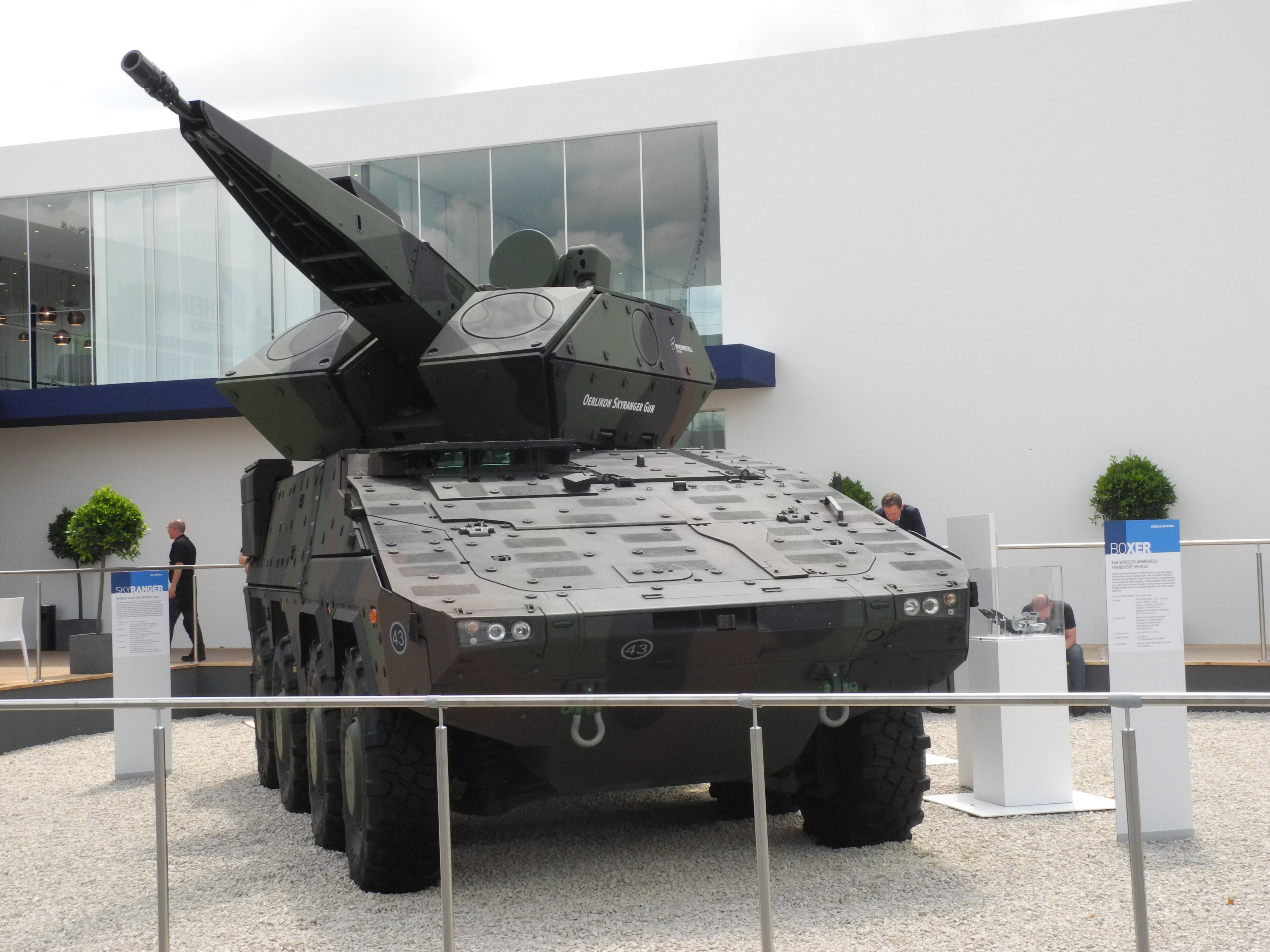
スカイレンジャー35自走対空砲。35mm AHEAD弾 の使用に対応